# Amelia Earhart
Amelia Earhart (Achinson, 24. srpnja 1897. – nestala iznad Tihog oceana, 2. srpnja 1937.), američka letačica.
Prva je žena koja je tromotornim avionom (Kanarinac) preletjela sjeverni Atlantik od 17. do 18. lipnja 1928. s pratiocem pilotom Wilmerom Stultzom. Sasvim sama preletjela je sjeverni Atlantik od 20. do 21. svibnja 1932. U srpnju 1935. letjela je sama od Havaja do Kalifornije 18 sati i 16 minuta pri čemu je preletjela 3860 kilometara. 1937. Amelija se odlučila za najveći izazov u svojem životu, željela je postati prva žena koja će preletjeti svijet. dugi se let odvijao po planu, ali onda negdje u svibnju 1937. godine je nestala negdje iznad Tihog oceana i nikada je nisu našli.

## Vanjske poveznice
- Amelia Earhart - službena stranica  Arhivirana inačica izvorne stranice od 5. siječnja 2008. (Wayback Machine) (engl.)
- HistoryWiz: The Mystery of Amelia Earhart  Arhivirana inačica izvorne stranice od 3. kolovoza 2012. (Wayback Machine) (engl.)